# Gyronotus pumilus
Gyronotus pumilus is een keversoort uit de familie bladsprietkevers (Scarabaeidae). De wetenschappelijke naam van de soort werd als Chalconotus pumilus in 1857 gepubliceerd door de Zweedse entomoloog Carl Henrik Boheman.